# مكبح جرني

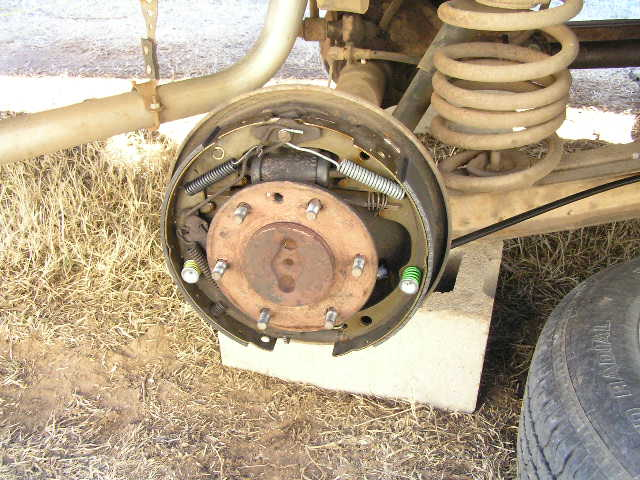
مكبح جرني بعد نزع العجلة و الجرن

المكبح الجرني أو الطبلي أو الفرامل الجرنية أو الطبلية هي نوع من المكابح يعمل بالإحتكاك بين فك المكبح المغطى بالبطانة وجزء دوار اسطواني يسمى الجرن (أو الطبل).
تقوم الفرامل بإبطاء السيارة أو إيقافها تماما عن الحركة، وفقا لرغبة السائق. وتعد أعم عناصر التحكم في السيارة خاصة في حالة الأخطار المفاجئة على الطريق.

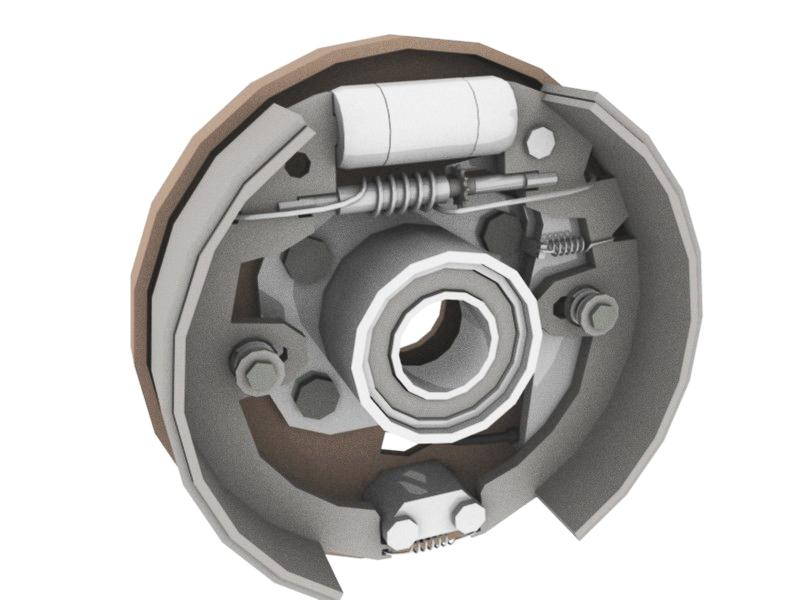
تجميع الكابح دون الجرن

## تاريخه
إخترعه لويس رونو عام 1902 و كان يعمل بطريقة ميكانيكية خالصة. عام 1930 بدأ استعمال ضغط الزيت لتشغيل مكبس يدفع الحنك تجاه الجرن عند تشغيل الفرامل

## أجزائه

### الجرن
يصنع عادة من الحديد المصبوب المقاوم للاهتراء.

### المكبس

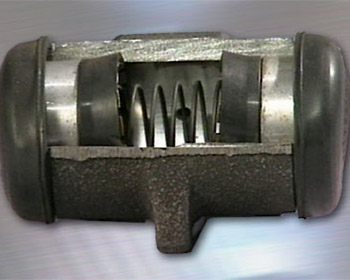
داخل مكبس بضغط الزيت

يحول ضغط الزيت إلى حركة ينقلها لفكي الكابح.

## طريقة عمله
دون الضغط على الدواسة يجمع النابض الفكين معًا فيبعدهما عن الجرن. أما عند الحاجة فيدفع ضغط الزيت في المكبس الفكين عن بعضهما ويدفعهما تجاه جرن العجلة المحيط بهما فيحول الإحتكاك الطاقة الحركية إلى طاقة حرارية ما يخفف من سرعة السيارة.

## أقرأ أيضا
- خط تركيب